# واگنر پریرا کوستا
واگنر پریرا کوستا (به پرتغالی: Vagner Pereira Costa) مهاجم اهل برزیل است که در شهر Ourinhos و در تاریخ ۱ ژوئن ۱۹۸۷ به دنیا آمده‌است.
واگنر پریرا کوستا در تیم‌های فوتبال União Barbarense سابقهٔ حضور دارد.